# NCAA Football
NCAA Football est un jeu vidéo de football américain sorti en 1994 sur Mega Drive et Super Nintendo. Le jeu a été développé par The Software Toolworks et édité par Mindscape.